# Fallet Wilma Andersson

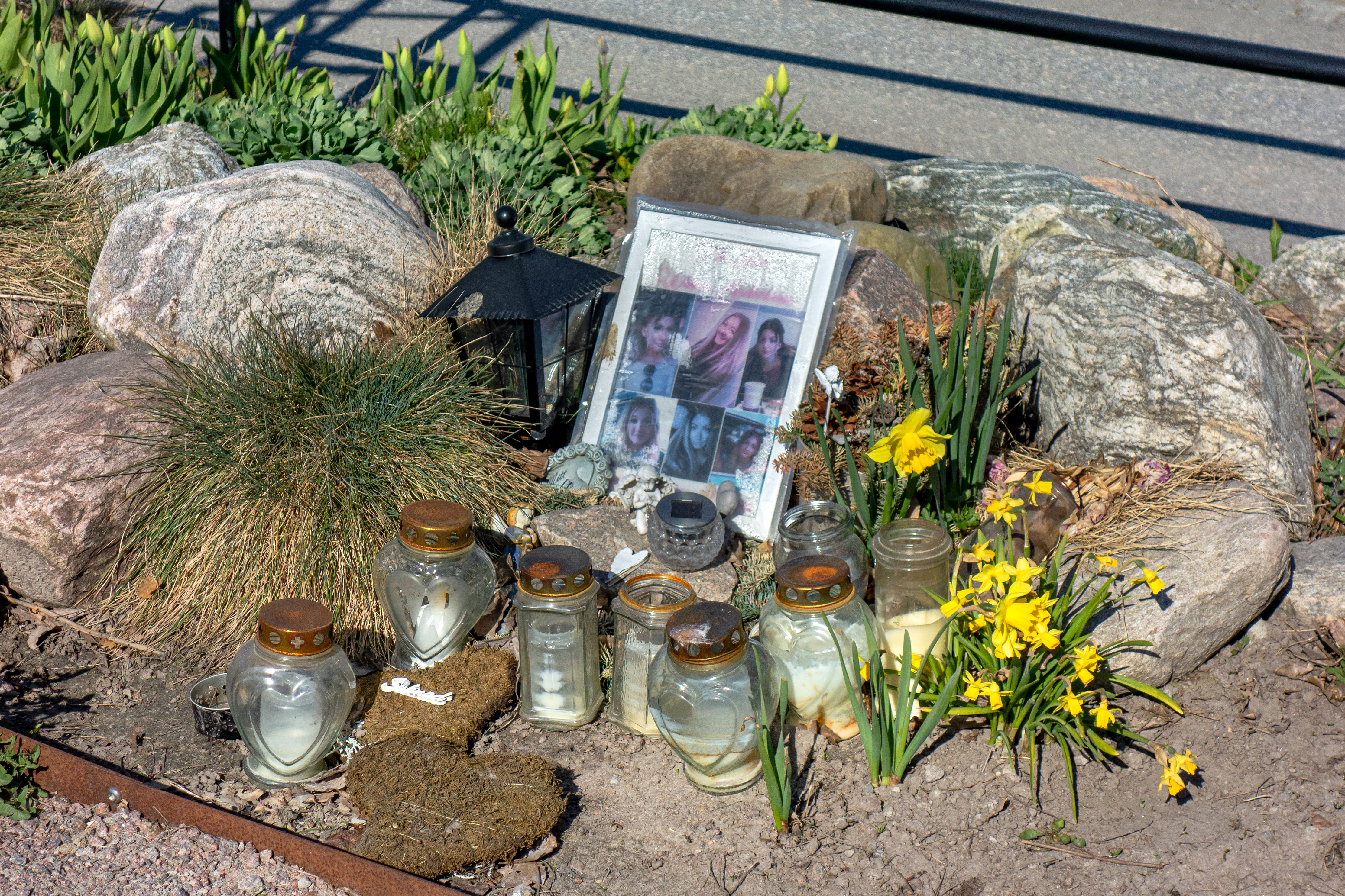
En tillfällig minnesplats för Wilma Andersson i centrala Brastad, Lysekils kommun.

Fallet Wilma Andersson är ett svenskt mordfall där den då 17-åriga Wilma Andersson (född 2002) mördades av sin före detta pojkvän Tishko Shabaz Ahmed (född 1997), i deras gemensamma lägenhet i Uddevalla den 14 november 2019. Fem dagar efter Anderssons försvinnande, den 19 november, påbörjades eftersökningar. Dessa pågick i nio dagar, tills det att man den 28 november påträffade hennes huvud inlindat i flera lager aluminiumfolie i en resväska i sovrummet i hennes och Ahmeds lägenhet. I och med detta blev det klarlagt att hon var död, även om resten av hennes kvarlevor är försvunna och ännu 2025 inte har påträffats.
Ahmed häktades i november 2019 och åtalades i maj 2020 för mord och brott mot griftefriden. Direkt efter rättegången i juni meddelade Uddevalla tingsrätt att mannen mot sitt nekande bedömts vara skyldig till brotten han åtalats för. Tingsrätten begärde en rättspsykiatrisk undersökning. Han genomgick denna undersökning, vilken i juli 2020 slog fast att han inte led av någon allvarlig psykisk störning och han dömdes senare av Uddevalla tingsrätt till livstids fängelse. Domen överklagades till Hovrätten för Västra Sverige där livstidsstraffet i oktober 2020 ändrades till ett tidsbestämt fängelsestraff på 18 år.